# Кавецький Тимофій Давидович
Тимофій Давидович Кавецький (нар. 24 червня 1910, село Хворостів, тепер Любомльського району Волинської області — ?, місто Ковель Волинської області) — український радянський діяч, голова виконавчого комітету Луківської та Ковельської районних рад Волинської області, 1-й секретар Голобського районного комітету КПУ Волинської області. Депутат Верховної Ради УРСР 2—4-го скликань.

## Біографія
Народився у бідній селянській родині. Екстерном закінчив Ковельську гімназію.
У 1931 році вступив у новостворений сільський осередок Комуністичної спілки молоді Західної України (КСМЗУ). Обирався секретарем Маціївського районного комітету комсомолу Волинського воєводства. З 1932 року — член Ковельського окружного комітету КСМЗУ.
Член Комуністичної партії Західної України (КПЗУ) з 1932 року.
19 грудня 1933 року разом з іншими членами Ковельського окружного комітету КСМЗУ заарештований польською владою і відправлений до Ковельської в'язниці. У червні 1935 року Луцьким окружним судом засуджений до дев'яти років ув'язнення і десяти років позбавлення громадянських прав. Покарання відбував у в'язницях Ковеля і Равича. У вересні 1939 року вийшов на волю.
У 1939 році був обраний депутатом Народних Зборів Західної України. У 1939—1941 роках — начальник вокзалу станції Володимир-Волинський; голова виконавчого комітету Хворостівської сільської ради депутатів трудящих Любомльського району Волинської області.
Під час окупації німецькими військами України був учасником підпільної комуністичної організації, а у 1943—1944 роках служив у партизанському загоні імені Чапаєва Чернігівсько-Волинського з'єднання партизанських загонів Олексія Федорова.
З 1944 року — заступник голови виконавчого комітету Луківської районної ради депутатів трудящих Волинської області. Слухач республіканської партійної школи при ЦК КП(б)У в місті Києві.
З 1946 року — голова виконавчого комітету Луківської районної ради депутатів трудящих Волинської області.
У вересні 1949 — липні 1952 року — слухач Вищої партійної школи при ЦК КП(б)У.
З 1952 року — 1-й секретар Голобського районного комітету КПУ Волинської області; голова виконавчого комітету Ковельської районної ради депутатів трудящих Волинської області.
Потім — на пенсії у місті Ковелі Волинської області, де й помер.

## Нагороди
- орден Леніна (23.01.1948)
- орден Трудового Червоного Прапора (26.02.1958)
- медалі
- почесна грамота Президії Верховної Ради Української РСР (23.06.1960)